# Лопатино (деревня, Лямбирский район)
 Лопатино  — деревня в Лямбирском районе Мордовии в составе  Саловского сельского поселения.

## География
Находится на расстоянии примерно 12 километров по прямой на северо-запад от города Саранск.

## Население
Постоянное население составляло 2 человек (русские 50%, мордва 50%) в 2002 году, 1 в 2010 году .